# NGC 5654
NGC 5654 est une vaste galaxie lenticulaire relativement éloignée et située dans la constellation du Bouvier. Sa vitesse par rapport au fond diffus cosmologique est de 8 755 ± 27 km/s, ce qui correspond à une distance de Hubble de 129,1 ± 9,1 Mpc (∼421 millions d'al). NGC 5654 a été découverte par l'astronome germano-britannique William Herschel en 1785.
Sur l'image obtenue des données du relevé SDSS, NGC 5654 semble présenter deux noyaux. La zone lumineuse située au sud est en réalité SDSS J143001.69+362129.6, une autre galaxie dont la distance de Hubble est de 131,08 ± 9,18 Mpc (∼428 millions d'al). NGC 5654 pourrait donc être une paire de galaxies, mais la seule mention faisant allusion à ce fait est le commentaire d'Herschel en point d'interrogation « double star involved ? ».